# Plestiodon dugesii
Plestiodon dugesii (сцинк Дюжеса) — вид сцинкоподібних ящірок родини сцинкових (Scincidae). Ендемік Мексики. Вид названий на честь мексиканського натураліста Альфредо Дюжеса.

## Поширення і екологія
Сцинки Дюжеса мешкають в центрі і на півдні штату Гуанахуато та на півночі штату Мічоакан. Вони живуть в гірських соснових і сосново-дубових лісах.

## Збереження
МСОП класифікує цей вид як вразливий. Plestiodon dugesii загрожує знищення природного середовища.